# Harald-Peter Bust
Harald-Peter Bust (Emmen, 3 juni 1992) is een Nederlandse atleet, die zich heeft toegelegd op de meerkamp. Daarnaast onderscheidt hij zich op de individuele nummers met name bij het verspringen, waarop hij in 2012 zijn eerste Nederlandse titel veroverde.

## Loopbaan
Bust begon op elfjarige leeftijd met atletiek bij E.A.C. De Sperwers in Emmen, waarna hij naar AV Jahn II in Stadskanaal overstapte, om ten slotte lid te worden van Hellas Utrecht.

## Nederlandse kampioenschappen
Outdoor
| Onderdeel | Jaar |
| --------- | ---- |
| tienkamp  | 2012 |

Indoor
| Onderdeel   | Jaar |
| ----------- | ---- |
| verspringen | 2012 |

## Statistieken

### Persoonlijke records
Outdoor
| Discipline           | Prestatie | Wind (m/s) | Datum            | Plaats              |
| -------------------- | --------- | ---------- | ---------------- | ------------------- |
| 100 m                | 11,18     | +1,9       | 9 april 2012     | Amersfoort          |
| 400 m                | 49,67     |            | 17 mei 2012      | Emmeloord           |
| 1500 m               | 4.29,76   |            | 18 mei 2012      | Emmeloord           |
| 110 m horden         | 14,96     | +1,1       | 12 mei 2012      | Hoorn               |
| hoogspringen         | 2,08      |            | 17 mei 2012      | Emmeloord           |
| polsstokhoogspringen | 4,30      |            | 13 april 2013    | Hilversum           |
| verspringen          | 7,54      | +0.9       | 28 mei 2012      | Hulst               |
| kogelstoten          | 12,56     |            | 7 april 2013     | Alphen aan den Rijn |
| discuswerpen         | 40,38     |            | 10 augustus 2012 | Utrecht             |
| speerwerpen          | 51,99     |            | 1 april 2013     | Amersfoort          |
| tienkamp             | 7418      |            | 17/18 mei 2012   | Emmeloord           |

Indoor
| Discipline           | Prestatie | Datum              | Plaats    |
| -------------------- | --------- | ------------------ | --------- |
| 60 m                 | 7,26      | 29 januari 2011    | Apeldoorn |
| 1000 m               | 2.38,25   | 10 februari 2013   | Apeldoorn |
| 60 m horden          | 8,42      | 3 februari 2013    | Amsterdam |
| hoogspringen         | 2,03      | 6 januari 2012     | Utrecht   |
| verspringen          | 7,44      | 26 februari 2012   | Apeldoorn |
| polsstokhoogspringen | 4,40      | 10 februari 2013   | Apeldoorn |
| kogelstoten          | 12,95     | 11 februari 2012   | Amsterdam |
| zevenkamp            | 5513      | 9/10 februari 2013 | Apeldoorn |

## Palmares

### verspringen
- 2012:  NK indoor - 7,44 m
- 2012:  NK - 7,46 m

### zevenkamp
- 2012: 4e NK indoor meerkamp - 5195 p
- 2013:  NK indoor meerkamp 5513 p

### tienkamp
- 2012:  NK meerkamp te Emmeloord - 7418 p